# Kim Hyun-joong

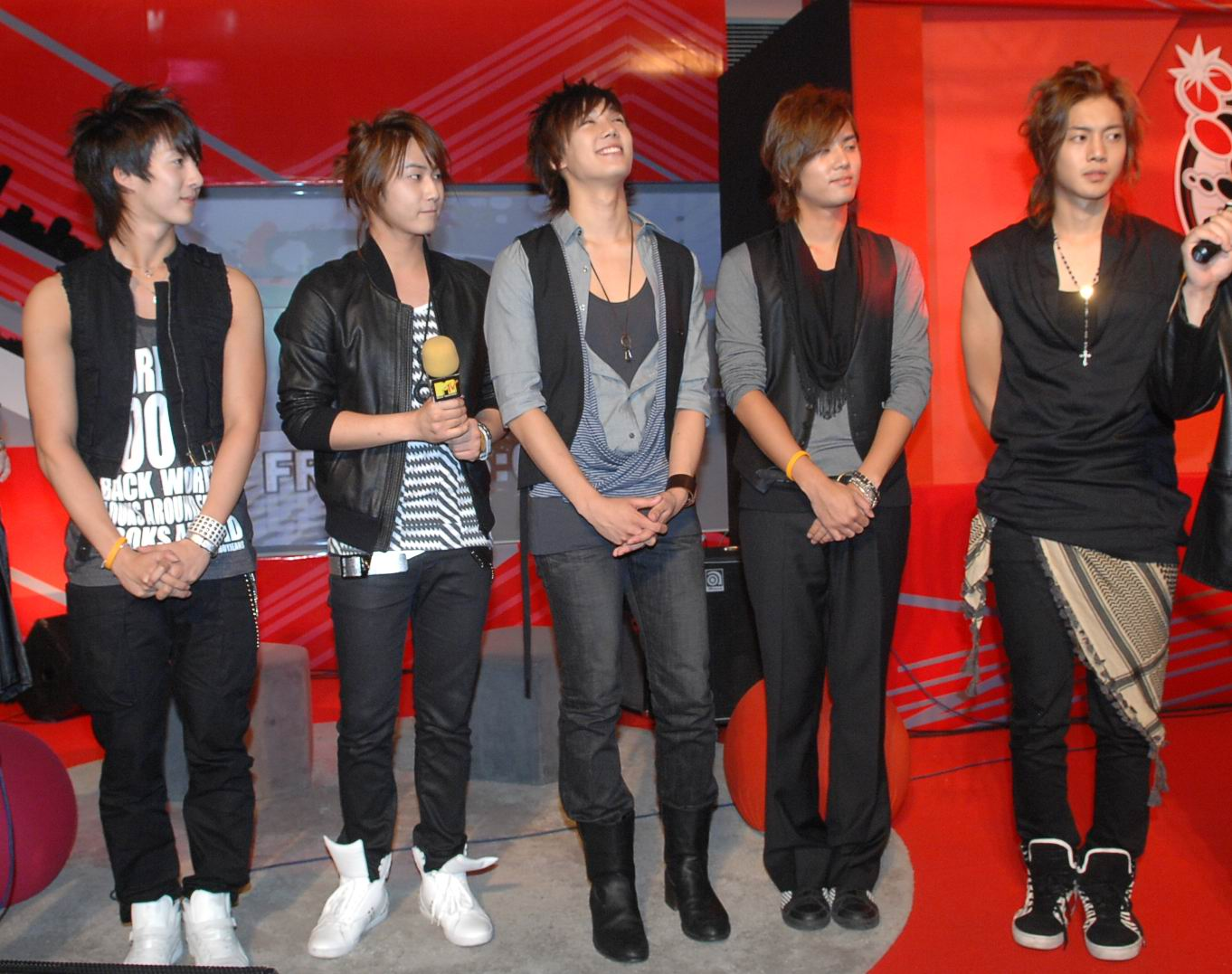
De var fem killar och SS501 betyder "vi är enade som en "

Kim Hyun-joong, född den 6 juni 1986 i Seoul, är en sydkoreansk skådespelare, modell och sångare i pojkbandet SS501.

## Diskografi
På koreanska
- 2011: Break Down
- 2011: Lucky
- 2013: Round 3
- 2014: Timing
- 2008: "Thank You" (고맙다)
- 2011: "Marry Me / Marry You"
- 2013:"The Reason I Live"(나 살아있는 건)

På japanska 
- 2012: Unlimited
- 2012: "KISS KISS / Lucky Guy"
- 2012: "HEAT"
- 2013: "Tonight"
- 2014: "Hot Sun"